# Božava
Božava je naselje in manjše pristanišče na severnozahodnem delu Dugega otoka (Hrvaška), ki upravno spada pod občino Sali Zadrske županije.

## Geografija
Božava leži ob Božavskem polju nad zalivom Božavčica. Okoli naselja se razprostira nizka kamnita obala z borovim gozdom. Kraj je s cesto povezan z ostalimi naselji na otoku, po kateri je speljana tudi trasa lokalne avtobusne proge.
Pristan pred jugovzhodnimi vetrovi varuje okoli 50 metrov dolg valobran, ob udarcih močne burje pa je morje vzvalovano tudi za valobranom. Tam pristaja tudi plovilo hitre katamaranske proge, ki naselje vsakodnevno povezuje z Zadrom.
V kraju so pošta, zdravstvena ambulanta, trgovini, gostinski lokali, hoteli, apartmaji. Iznad hotelov v poletnih mesecih vozi turistični vlakec do peščeno-prodnate plaže Sakarun.

## Prebivalstvo
V Božavi stalno živi 127 prebivalcev (popis 2001).
| Pregled števila prebivalcev po letih | Pregled števila prebivalcev po letih | Pregled števila prebivalcev po letih | Pregled števila prebivalcev po letih | Pregled števila prebivalcev po letih | Pregled števila prebivalcev po letih | Pregled števila prebivalcev po letih | Pregled števila prebivalcev po letih | Pregled števila prebivalcev po letih | Pregled števila prebivalcev po letih | Pregled števila prebivalcev po letih | Pregled števila prebivalcev po letih | Pregled števila prebivalcev po letih | Pregled števila prebivalcev po letih | Pregled števila prebivalcev po letih |
| ------------------------------------ | ------------------------------------ | ------------------------------------ | ------------------------------------ | ------------------------------------ | ------------------------------------ | ------------------------------------ | ------------------------------------ | ------------------------------------ | ------------------------------------ | ------------------------------------ | ------------------------------------ | ------------------------------------ | ------------------------------------ | ------------------------------------ |
| 1857                                 | 1869                                 | 1880                                 | 1890                                 | 1900                                 | 1910                                 | 1921                                 | 1931                                 | 1948                                 | 1953                                 | 1961                                 | 1971                                 | 1981                                 | 1991                                 | 2001                                 |
| 180                                  | 0                                    | 195                                  | 239                                  | 277                                  | 261                                  | 335                                  | 248                                  | 260                                  | 269                                  | 262                                  | 248                                  | 139                                  | 166                                  | 127                                  |

## Gospodarstvo
Glavna gospodarska dejavnost v kraju je turizem (potapljaški center in hotelsko središče otoka). V pristanu je urejena manjša marina za turistična plovila, jadrnice in jahte. Nudi mmoringe, električne priključke in vodo. V kraju so štirje hoteli, in sicer Lavanda, Agava, Mirta in Maxim.

## Zgodovina
V obdobju Ilirov sta se v bližini današnje Božave na lokacijah Kruna in Gračina nahajali dve utrjeni naselji. Obe sta se ohranili tudi v času rimskega obdobja. Tudi po poljih in pašnikih v okolici so še vidni ostanki rimskih gradenj. Na lokaciji Šipnata pa se je ohranil poznoantični sarkofag. Slovani so svoje naselje, na mestu kjer stoji današnja Božava, postavili v 9. stoletju. V starih listinah pa se Božava prvič omenja 1327 pod imenom Bosane.
Cerkvica sv. Nikole na groblju, ki stoji nad naseljem, je bila postavljena v 10. stoletju. V samem naselju so še vidni ostanki zidov, zgrajenih v 18. stol. okoli posameznih hiš, ki so služili za obrambo pred napadi pirati.